# Julie Basta
Julie Basta, eigentlich Julie Pollack, verheiratet Julie Basta-Seidl (1847 in Prag – 11. März 1899 in Kiel) war eine deutsche Opernsängerin (Sopran).

## Leben
Bastas Karriere verlief ähnlich erfolgreich wie die ihres Bruders Eduard Basta. Sie hatte Engagements von 1870 bis 1871 an der Deutschen Oper Rotterdam, von 1871 bis 1872 am Stadttheater Posen, von 1872 bis 1873 am Theater Bern (Schweiz), von 1873 bis 1874 am Opernhaus Düsseldorf, von 1874 bis 1875 am Stadttheater Regensburg, von 1875 bis 1877 am Stadttheater Ulm, von 1877 bis 1879 am Stadttheater Barmen und von 1879 bis 1880 am Opernhaus Köln engagiert.
Verheiratet war sie mit dem Dirigenten Hans Seidl (1841–1917). 